# Дарвин Нуњез
Дарвин Габријел Нуњез Рибеиро (шп. Darwin Gabriel Núñez Ribeiro; Артигас, 24. јун 1999) је уругвајски  фудбалер  који тренутно наступа за Ел Хилал. Игра на позицији нападача.

## Успеси
Пењарол
- Прва лига Уругваја (2) : 2017,[6] 2018.[7]

Бенфика
- Куп Португалије: (финале: 2020/21)[8]
- Лига куп Португалије: (финале: 2021/22)[9]
- Суперкуп Португалије: (финале 2020)[10]

Ливерпул
- Премијер лига (1) : 2024/25.
- Лига куп Енглеске (1) : 2023/24.[11]
- Комјунити шилд (1) : 2022.[12]

Уругвај
- Копа Америка:  2024.

Појединачни
- Награда Козме Дамиао за фудбалера године ФК Бенфика: 2021.[13]
- Нападач месеца у Првој лиги Португалије: септембар 2021.[14]
- Играч месеца у Првој лиги Португалије: септембар 2021.[14]
- Идеални тим Прве лиге Португалије: 2021/22.[15]
- Играч сезоне у Првој лиги Португалије: 2021/22.[16]
- SJPF играч месеца у Првој лиги Португалије: април 2022.[17]
- Најбољи стрелац Прве лиге Португалије: 2021/22.[18]